# Castre
Ne doit pas être confondu avec Castres.
Castre, en français ou Kester en néerlandais est une section de la commune belge de Pajottegem située au Pajottenland en Région flamande dans la province du Brabant flamand. C'était une commune à part entière avant la fusion des communes de 1977.

## Toponymie
Les deux noms viennent du latin Castra ou au singulier Castrum attestant de la présence de Camps romains à cet emplacement.

## Démographie

### Évolution démographique
- Sources : INS, Rem. : 1831 jusqu'en 1970 = recensements, 1976 = nombre d'habitants au 31 décembre[4].

## Histoire

### Période gallo-romaine
Dans cette section, on a trouvé des traces d'un vicus romain (c'est-à-dire un hameau). Des recherches à petite échelle ont montré qu'il date de la période comprise entre le Ier siècle et le IIIe siècle. Ce « vicus » romain était situé le long de l'importante chaussée romaine Asse - Bavay. C'était peut-être un  castrum. Les deux noms du village viendraient de là mais les fouilles doivent encore fournir une réponse définitive à cette question.

### Nouveau régime
Jusqu'à la fin de l'ancien régime, Castre était membre du comté de Hainaut. Ce n'est qu'après l'invasion française que Castre a été rattaché au canton de Hal et au Département de la Dyle. Après que les Français ont été chassés, ce département a été transformé en province Brabant méridional, avant que celle-ci devienne la province belge du Brabant.

### Époque moderne
Dans les 1930, le Landtag organisé par la VNV a eu lieu à Castre.